# John Baker-Carr
Le maréchal de l'air Sir John Darcy Baker-Carr, KBE , CB , AFC (13 janvier 1906 - 9 juillet 1998) est un commandant supérieur de la Royal Air Force au début des années 1960.

## Biographie
Il est le deuxième fils du général de brigade Christopher D'Arcy Bloomfield Saltren Baker-Carr (1878–1949) et de sa première épouse Sarah de Witt (1880–1969), fille de William Russell Quinan qui est dans le commerce des explosifs avec Kenneth Bingham Quinan (en) (son neveu).
Baker-Carr rejoint la Royal Air Force en 1929,. Il sert pendant la Seconde Guerre mondiale dans la branche technique . Après la guerre, il est nommé directeur adjoint du personnel au ministère de l'Air puis commandant de station à la RAF St Athan à partir de 1953 . Il est ensuite officier de l'air commandant le groupe n ° 41 en 1959, puis membre de l'air par intérim pour l'approvisionnement et l'organisation au début de 1963 avant de prendre sa retraite en 1964 .
Le 30 juin 1934 à Hambledon, Hampshire, il épouse Margery Alexandra (1907–2003), fille du major-général Alistair Grant Dallas. Ils n'ont pas d'enfants.